# Lias (Gers)
Lias település Franciaországban, Gers megyében. Lakosainak száma 778 fő (2022. január 1.). Lias L’Isle-Jourdain, Bonrepos-sur-Aussonnelle, Fontenilles, Auradé és Pujaudran községekkel határos.

## Népesség
A település népességének változása:
| Lakosok száma | 157  | 174  | 204  | 432  | 533  | 575  | 620  | 736  | 744  | 778  |
|               | 1968 | 1982 | 1990 | 2006 | 2013 | 2015 | 2017 | 2019 | 2020 | 2022 |